# Sublime Text
Sublime Text je multiplatformní editor textových souborů a zdrojového kódu psaný v C++ s programovým API v Pythonu. Jeho funkcionalita je rozšiřitelná pluginy vytvářené komunitou okolo Sublime Textu. Samotný editor není open source ani zdarma, většina pluginů však ano.

## Hlavní vlastnosti
- přívětivé uživatelské rozhraní
- sofistikované a užitečné funkce
- úžasná rychlost

Výchozí uživatelské rozhraní je laděno do tmavé barvy, jako téma pro zvýrazňování kódu je použito Monokai. Je k dispozici spousta komunitou vytvořených alternativních vzhledů, díky JSON struktuře souborů s vzhledy je jednoduché vytvořit vlastní.

## Funkce
Užitečná funkce je Goto Anything, která vám dovolí pomocí pár stisknutí kláves přeskočit na jakýkoli soubor v právě aktivním projektu. Umožňuje také rychlý přechod na určitý řádek v souboru, vyhledávání v souboru nebo přejití na specifickou funkci.
Další velice užitečnou a návykovou funkcí je vícero kurzorů, která umožňuje současně editovat různé části souboru. Je na ni napojenou spoustu klávesových zkratek, takže bude úprava a organizace kódu skutečně efektivní. Funkci oceníte zejména při přejmenovávání proměnných.
Občas se hodí i příkazový řádek, který slouží pro rychlý přístup k různým zákoutím editoru bez nutnosti sahat po myši. Stačí stisknout klávesovou zkratku Ctrl + Shift + P a začít psát. Sublime Text bude dostupné příkazy automaticky napovídat.
Unikátní je ukládání relace. Pokud máte rozepsaný soubor a pokusíte se Sublime Text zavřít, nedostanete žádné varování ani dotaz. Místo toho se celá relace uloží a při příštím spuštění bude obnovena. Veškeré vaše změny budou obnoveny v takovém stavu, v jakém byly před zavřením. To samé platí pro přepínání projektů.
Další unikátní funkci je náhled souboru, což není nic jiného, než zmenšený zvýrazněný zdrojový kód na pravé straně editoru, který zlepšuje orientaci v rozsáhlých kódech.
Velice jednoduché je přizpůsobení editoru podle svých představ. Téměř vše se dá přenastavit či upravit. Ačkoli ne v klikacích dialozích, ale pro programátory a kodéry známých JSON souborech. Každé nastavení může být různé pro určitý soubor nebo projekt.

## Pluginy
Pluginy umožňují vylepšení nebo přizpůsobení základních funkcí Sublime Textu. Obvyklé jsou zejména:
- Package Control — Zjednodušení instalace dalších pluginů z příkazového řádku a udržování jejich aktuálnosti
- SublimeCodeIntel — Chytré doplňování kódu, našeptává funkce a jejich parametry
- Goto Documentation — Otevře dokumentaci právě vybrané funkce ve webovém prohlížeči, lze jej vyvolat přes příkazový řádek
- SublimeLinter — Klasický zvýrazňovač syntaktických chyb, je to pouze framework, nutnost doinstalovat příslušné lintery
- SideBarEnhancements — Rozšiřuje chudé menu po kliknutí pravým tlačítkem myši v postranním panelu

## Podporované syntaxe
Tyto syntaxe jsou zvýrazňovány ve výchozí instalaci, podporu dalších je možné doplnit pomocí pluginů: ActionScript, AppleScript, ASP, dávkové soubory, C, C++, C#, Clojure, CSS, D, Diff, Erlang, Go, Graphviz (DOT), Groovy, Haskell, HTML, Java, JSP, JavaScript, JSON, LaTeX, Lisp, Lua, Makefile, Markdown, MATLAB, Objective-C, OCaml, Perl, PHP, Python, R, Rails, regulární výrazy, reStructuredText, Ruby, Scala, Bash, SQL, Tcl, Textile, XML, XSL a YAML.